# Estación de Colonia de los Ángeles
Colonia de los Ángeles es una estación de la línea ML-2 de Metro Ligero Oeste situada entre la Carretera de Carabanchel (M-502) y la calle Picasso, en la colonia homónima de Pozuelo de Alarcón. Abrió al público el 27 de julio de 2007.
Su tarifa corresponde a la zona B1 según el Consorcio Regional de Transportes.

## Accesos
- Colonia de los Ángeles Ctra. de Carabanchel a Aravaca (M-502), km. 2,1 (sentido creciente). Próximo a C/ Picasso

## Líneas y conexiones

### Metro Ligero
| << cabecera    | < estación       | línea | estación >    | cabecera >> |
| -------------- | ---------------- | ----- | ------------- | ----------- |
| Colonia Jardín | Prado de la Vega |       | Prado del Rey | Aravaca     |

### Autobuses
| Diurnos |                                                                               | |                           |
| Línea   | Destino                                                                       | Parada                                                                                               | Operador                  |
| 560     | Pozuelo de Alarcón                                                            | 08662 Ctra. M502-Colonia Los Ángeles Carretera de Carabanchel (M-502), km. 2 (sentido creciente)     | Avanza Movilidad Integral |
| 561     | Pozuelo de Alarcón - Majadahonda - Las Rozas de Madrid                        | 08662 Ctra. M502-Colonia Los Ángeles Carretera de Carabanchel (M-502), km. 2 (sentido creciente)     | Avanza Movilidad Integral |
| 561A    | Pozuelo de Alarcón - Majadahonda - Las Rozas de Madrid (por Universidad)      | 08662 Ctra. M502-Colonia Los Ángeles Carretera de Carabanchel (M-502), km. 2 (sentido creciente)     | Avanza Movilidad Integral |
| 561B    | Pozuelo de Alarcón - Majadahonda - Las Rozas de Madrid (por Avda. Guadarrama) | 08662 Ctra. M502-Colonia Los Ángeles Carretera de Carabanchel (M-502), km. 2 (sentido creciente)     | Avanza Movilidad Integral |
| 563     | Pozuelo de Alarcón (por Urbanización Las Minas)                               | 08662 Ctra. M502-Colonia Los Ángeles Carretera de Carabanchel (M-502), km. 2 (sentido creciente)     | Avanza Movilidad Integral |
| 560     | Alcorcón                                                                      | 08663 Ctra. M502-Colonia Los Ángeles Carretera de Carabanchel (M-502), km. 1,9 (sentido decreciente) | Avanza Movilidad Integral |
| 561     | Madrid (Aluche)                                                               | 08663 Ctra. M502-Colonia Los Ángeles Carretera de Carabanchel (M-502), km. 1,9 (sentido decreciente) | Avanza Movilidad Integral |
| 561A    | Madrid (Aluche)                                                               | 08663 Ctra. M502-Colonia Los Ángeles Carretera de Carabanchel (M-502), km. 1,9 (sentido decreciente) | Avanza Movilidad Integral |
| 561B    | Madrid (Aluche)                                                               | 08663 Ctra. M502-Colonia Los Ángeles Carretera de Carabanchel (M-502), km. 1,9 (sentido decreciente) | Avanza Movilidad Integral |
| 563     | Madrid (Aluche)                                                               | 08663 Ctra. M502-Colonia Los Ángeles Carretera de Carabanchel (M-502), km. 1,9 (sentido decreciente) | Avanza Movilidad Integral |